# Поверни ліворуч
Поверни ліворуч (англ. Turn Left) — одинадцятий епізод четвертого сезону поновленого британського науково-фантастичного телесеріалу «Доктор Хто». Сценарій було написано шоуранером телесеріалу Расселлом Ті Девісом. Епізод уперше транслювався на телеканалі BBC One 21 червня 2008 року.
Десятий Доктор (грає Девід Теннант) має в епізоді незначну роль, тому є серією у режимі «Доктор-лайт». Сюжет епізоду замість цього зосереджений на супутниці Доктора, Донні Ноубл (грає Кетрін Тейт) та її зустрічах з колишньою супутницею Роуз Тайлер (грає Біллі Пайпер). В епізоді показана альтернативна історія світу, в якому Доктор гине під час подій різдвяного спецвипуску 2006 року «Наречена-утікачка». В епізоді показана антиутопія, спричинена смертю Доктора, в якій залишається Роуз, щоб переконати Донну врятувати світ. Початок і кінець епізоду відбуваються у звичайній часовій лінії телесеріалу.
Під час трансляції епізод став четвертою найбільш переглядуваною телепрограмою за тиждень, його переглянуло 8,1 мільйонів глядачів. Епізод отримав 88 балів за індексом оцінки. Епізод є одним із двох частин «Доктора Хто» четвертого сезону, який був номінований на отримання премії «Г'юго» за найкращу драматичну постановку (коротка форма).